# Ксёнж-Велькопольски (гмина)
Ксёнж-Велькопольски (пол. Książ Wielkopolski) — гмина (волость) в Польше, входит как административная единица в Сьремский повет, Великопольское воеводство. Население — 8450 человек (на 2008 год).

## Соседние гмины
1. Гмина Дольск
2. Гмина Ярачево
3. Гмина Кшикосы
4. Гмина Нове-Място-над-Вартон
5. Гмина Сьрем
6. Гмина Занемысль